# Paolo Herbert
Paolo Herbert (1895) è stato un bobbista italiano.

## Biografia
Nato nel 1895, a 29 anni partecipò ai primi Giochi olimpici invernali, quelli di Chamonix-Mont-Blanc 1924, nel bob a quattro insieme a Massimo Fink, Lodovico Obexer, Giuseppe Steiner e Luis Trenker, arrivando 6º con il tempo totale nelle 4 manche di 7'15"41.